# Crucero mon calamari
Los cruceros mon calamari son naves espaciales de ficción en el universo ficticio de la saga cinematográfica Star Wars. En las películas de la saga aparecen únicamente en el episodio VI (Return of the Jedi) como buques capitales de la flota espacial de la Alianza Rebelde. En la película, estos cruceros atacan la segunda Estrella de la muerte, sufriendo graves pérdidas durante la batalla. Industrial Light & Magic diseñó las naves con líneas curvas y onduladas para contrastar con la estética de líneas rectas del destructor estelar del Imperio Galáctico. A modo de comparación los mayores cruceros mon calamari miden unos 1.200 metros de longitud mientras que los destructores de clase Imperator (Imperial I e Imperial II) miden 1.600 metros de longitud. Los destructores imperiales de clase Executor (o «superdestructores») miden hasta 25.000 metros de longitud. Los diversos cruceros mon calamari también aparecen en el así llamado universo expandido creado a partir de las películas de la saga (novelas, juegos de rol, de guerra o de miniaturas, videojuegos, historietas etc.). También se han puesto a la venta réplicas, juguetes y otras maquetas de las naves.

## Origen y diseño
Industrial Light & Magic creó dos diseños de cruceros mon calamari: uno de forma más bien cilíndrica, un buque de mando, y uno con extensiones laterales parecidas a «alas». Al buque de mando, en las didascalias del guion de Return of the Jedi, se llama a este crucero Headquarters Frigate («Fragata Cuartel General») pero en el mismo guion (y por lo tanto también en la película) Lando Calrissian se refiere a él como Home One («Hogar Uno»). Al crucero con «alas» en los costados, obras del universo expandido lo han bautizado como el Liberty (el «Libertad»).
Las naves fueron diseñadas para ser lo más diferentes posibles estéticamente de la flota imperial de destructores estelares (sus principales naves enemigas). Los maquetistas de ILM que en los primeros años 1980 crearon los modelos reducidos de estos cruceros evitaron recurrir a piezas de modelos reducidos ya existentes, que es lo que solía hacerse en aquella época. En vez de ello gran parte de la elaboración de las maquetas se obtuvo por moldeo en vacío. En el interior, luces de neón producían la iluminación y el detalle.

## Representación
Según el universo expandido, los pacíficos mon calamari convertían sus naves de exploración y de pasajeros en buques de guerra potentemente armadas para apoyar a la rebelión contra el Imperio Galáctico. Textos del universo expandido afirman que los ocupantes de estos buques están mayoritariamente constituidos por los tripulantes mismos. Los principales oponentes de los cruceros mon calamari son los destructores estelares imperiales. Aunque los cruceros mon calamari son aproximadamente del mismo tamaño que la mayor parte de destructores imperiales, en igualdad de condiciones los cruceros mon calamari se encuentran por lo general en desventaja debido a su más débil blindaje de pantallas deflectoras. Aun así, los mon calamari siguen siendo una amenaza formidable para la flota imperial y su gran número de escuadrones de combate y la variedad de armas avanzadas de las que disponen los hacen ideales para golpear y ejecutar ataques dirigidos a cruceros, bases y puestos militares imperiales. En Return of the Jedi, el almirante Ackbar (Timothy M. Rose) lidera a los rebeldes durante la Batalla de Endor a bordo de un crucero mon calamari, el buque insignia de la flota rebelde (el Home One). Aunque algunas naves calamarianas sobreviven, la Estrella de la muerte destruye otros cruceros mon calamari con su superláser, incluyendo al Liberty. La franquicia de libros, cómics y videojuegos describe y representa nuevos diseños, tales como los cruceros de la clase Mediator o los de la clase Viscount, ambos mencionados en la novela Vector Prime, de R. A. Salvatore.